# پیچونکی
پیچونکی (به لهستانی:  Pieczonki) یک روستا در لهستان است که در گمینا گیژتسکو واقع شده‌است.